# Albert Beirnaert
Albert Beirnaert (Zomergem, 31 maart 1916 - Eeklo, 11 maart 1995) was een Belgisch beroepsrenner actief van 1936 tot 1950.

## Overwinningen
- 1934: kampioen van België bij de nieuwelingen.
- 1936: Brussel - Antwerpen.
- 1937: Zwevegem.
- 1938: Houthulst.
- 1939: Bottelare en Kapelle-op-den-Bos.
- 1941: Merendree, Landegem, Tielt en Ursel.
- 1942: Lokeren.
- 1948: Kortrijk.

Na zijn wielerloopbaan baatte hij aan de markt van Zomergem een fietshandel en herberg uit.

## Resultaten in voornaamste wedstrijden
| Jaar | Ronde van Vlaanderen | Luik-Bast.‑Luik | Waalse Pijl | Parijs-Brussel |
| ---- | -------------------- | --------------- | ----------- | -------------- |
| 1936 |                      | 28e             |             |                |
| 1938 |                      | 39e             | 6e          | 16e            |
| 1939 |                      |                 | 9e          |                |
| 1941 | 5e                   |                 |             |                |
| 1942 | 19e                  |                 |             |                |
| 1943 | 6e                   |                 | 42e         |                |
| 1948 |                      |                 |             | 71e            |